# أورثيرا
بلدية أورثيرة أو أورثيرا (بالإسبانية: Orcera) هي بلدية تقع في مقاطعة خاين التابعة لمنطقة أندلوسيا جنوب إسبانيا.

## الديموغرافيا
بلغ عدد سكان بلدية أورثيرا 1.999 نسمة عام 2011 (وفقاً للمعهد الوطني للإحصاء الإسباني).
| 2.389 | 2.259 | 2.148 | 2.117 | 2.089 | 2.070 | 1.999 |